# Misogada marinus
Misogada marinus är en fjärilsart som beskrevs av Alpheus Spring Packard 1864. Misogada marinus ingår i släktet Misogada och familjen tandspinnare. Inga underarter finns listade i Catalogue of Life.